# Saturn Award du meilleur scénario
Le Saturn Award du meilleur scénario (Saturn Award for Best Writing) est une récompense cinématographique décernée chaque année depuis 1975 par l'Académie des films de science-fiction, fantastique et horreur (Academy of Science Fiction Fantasy & Horror Films) pour récompenser le ou les meilleurs scénaristes pour un film de science-fiction, fantastique ou d'horreur.
La catégorie s'est appelée Saturn Award for Best Writer avant d'être rebaptisée Saturn Award for Best Writing dès 1976.

## Palmarès
Note : L'année indiquée est celle de la cérémonie, récompensant les films sortis au cours de l'année précédente. Les lauréats sont indiqués en tête de chaque catégorie et en caractères gras. Les titres originaux sont précisés entre parenthèses, sauf s'ils correspondent au titre en français.
Exceptionnellement, il n'y a pas eu de cérémonie en 1989. La cérémonie de 1990 a récompensé les films sortis en 1988, celle de 1991 ceux sortis en 1989-90.

### Années 1970
- 1975 : William Peter Blatty pour L'Exorciste
- 1976 : Ib Melchior et Harlan Ellison pour l'ensemble de leur carrière - ex æquo
- 1977 : Jimmy Sangster pour l'ensemble de sa carrière
- 1978 : George Lucas pour La Guerre des étoiles et Steven Spielberg pour Rencontres du troisième type - ex æquo
  - Laird Koenig pour La Petite Fille au bout du chemin
  - Larry Gelbart pour Oh, God!
  - Michael Winner et Jeffrey Konvitz pour La Sentinelle des maudits
- 1979 : Elaine May et Warren Beatty pour Le ciel peut attendre
  - Heywood Gould pour Ces garçons qui venaient du Brésil
  - Alfred Sole et Rosemary Ritvo pour Alice, Douce Alice
  - Cliff Green pour Pique-nique à Hanging Rock
  - Anthony Shaffer pour The Wicker Man

### Années 1980
- 1980 : Nicholas Meyer pour C'était demain
  - Dan O'Bannon pour Alien, le huitième passager
  - Jeb Rosebrook et Gerry Day pour Le Trou noir
  - Robert Kaufman pour Le Vampire de ces dames
  - Jerry Juhl et Jack Burns pour Les Muppets, le film
- 1981 : William Peter Blatty (2) pour La Neuvième Configuration
  - Paddy Chayefsky (sous le nom de Sidney Aaron) pour Au-delà du réel
  - Lewis John Carlino pour Résurrection
  - John Sayles pour L'Incroyable Alligator
  - Leigh Brackett et Lawrence Kasdan pour L'Empire contre-attaque
- 1982 : Lawrence Kasdan pour Les Aventuriers de l'arche perdue
  - John Landis pour Le Loup-garou de Londres
  - Peter Hyams pour Outland : Loin de la Terre
  - Terry Gilliam et Michael Palin pour Bandits, bandits
  - David Eyre et Michael Wadleigh pour Wolfen
- 1983 : Melissa Mathison pour E.T. l'extra-terrestre
  - Jay Presson Allen pour Piège mortel
  - Terry Hayes, George Miller et Brian Hannant pour Mad Max 2 : Le Défi
  - Jack B. Sowards pour Star Trek 2 : La Colère de Khan
  - Albert Pyun, Tom Karnowski et John V. Stuckmeyer pour L'Épée sauvage
- 1984 : Ray Bradbury pour La Foire des ténèbres
  - Jeffrey Boam pour Dead Zone
  - Lawrence Kasdan et George Lucas pour Le Retour du Jedi
  - Bill Condon et Michael Laughlin pour Les envahisseurs sont parmi nous
  - Lawrence Lasker et Walter F. Parkes pour Wargames
- 1985 : James Cameron et Gale Anne Hurd pour Terminator
  - Earl Mac Rauch pour Les Aventures de Buckaroo Banzaï à travers la 8e dimension
  - Chris Columbus pour Gremlins
  - Willard Huyck et Gloria Katz pour Indiana Jones et le Temple maudit
  - Alex Cox pour La Mort en prime
- 1986 : Tom Holland pour Vampire, vous avez dit vampire ?
  - Tom Benedek pour Cocoon
  - Terry Hayes et George Miller pour Mad Max : Au-delà du dôme du tonnerre
  - Woody Allen pour La Rose pourpre du Caire
  - Chris Columbus pour Le Secret de la pyramide
- 1987 : James Cameron (2) pour Aliens, le retour
  - Nick Castle pour La Tête dans les nuages (The Boy Who Could Fly)
  - Paul Hogan, Ken Shadie et John Cornell pour Crocodile Dundee
  - Howard Ashman pour La Petite Boutique des horreurs
  - Steve Meerson, Peter Krikes, Harve Bennett et Nicholas Meyer pour Star Trek 4 : Retour sur Terre
- 1988 : Michael Miner et Edward Neumeier pour RoboCop
  - Alan Parker pour Angel Heart : Aux Portes de l'Enfer
  - James Dearden pour Liaison fatale
  - Jim Kouf (sous le nom de Bob Hunt) pour Hidden
  - William Goldman pour Princess Bride
  - Michael Cristofer pour Les Sorcières d'Eastwick
- 1989 : Pas de cérémonie

### Années 1990
- 1990 : Gary Ross et Anne Spielberg pour Big
  - Michael McDowell et Warren Skaaren pour Beetlejuice
  - Tom Holland, John Lafia et Don Mancini pour Jeu d'enfant
  - David Cronenberg et Norman Snider pour Faux-semblants
  - Alan B. McElroy pour Halloween 4 : Le Retour de Michael Myers
  - Jeffrey Price et Peter S. Seaman pour Qui veut la peau de Roger Rabbit
- 1991 : William Peter Blatty (3) pour L'Exorciste, la suite
  - James Cameron pour Abyss
  - Jerry Belson pour Always : Pour toujours
  - Don Jakoby et Wesley Strick pour Arachnophobie (Arachnophobia)
  - Phil Alden Robinson pour Jusqu'au bout du rêve
  - Bruce Joel Rubin pour Ghost
  - Jeffrey Boam pour Indiana Jones et la Dernière Croisade
  - Ronald Shusett, Dan O'Bannon et Gary Goldman pour Total Recall
- 1992 : Ted Tally pour Le Silence des agneaux
  - Albert Brooks pour Rendez-vous au paradis
  - Richard LaGravenese pour Le Roi Pêcheur (The Fisher King)
  - Charles Gale pour Guilty as Charged
  - William Goldman pour Misery
  - James Cameron et William Wisher Jr. pour Terminator 2 : Le Jugement dernier
- 1993 : James V. Hart pour Dracula
  - David Giler, Walter Hill et Larry Ferguson pour Alien 3
  - Joe Eszterhas pour Basic Instinct
  - Bernard Rose pour Candyman
  - Martin Donovan et David Koepp pour La mort vous va si bien
  - Nicholas Meyer et Denny Martin Flinn pour Star Trek 6 : Terre inconnue
  - David Lynch et Robert Engels pour Twin Peaks: Fire Walk with Me
- 1994 : Michael Crichton et David Koepp pour Jurassic Park
  - Tracy Tormé pour Visiteurs extraterrestres
  - Danny Rubin et Harold Ramis pour Un jour sans fin
  - Brent Maddock, S. S. Wilson, Gregory Hansen et Erik Hansen pour Drôles de fantômes
  - Tim Metcalfe pour Kalifornia
  - Shane Black et David Arnott pour Last Action Hero
  - Quentin Tarantino pour True Romance
- 1995 : Jim Harrison et Wesley Strick pour Wolf
  - Scott Alexander et Larry Karaszewski pour Ed Wood
  - Eric Roth pour Forrest Gump
  - Steph Lady et Frank Darabont pour Frankenstein
  - Frank Darabont pour Les Évadés
  - Mark Verheiden pour Timecop
- 1996 : Andrew Kevin Walker pour Seven
  - George Miller et Chris Noonan pour Babe, le cochon devenu berger
  - Quentin Tarantino pour Une nuit en enfer
  - James Cameron et Jay Cocks pour Strange Days
  - Joss Whedon, Alec Sokolow, Andrew Stanton et Joel Cohen pour Toy Story
  - David Webb Peoples et Janet Peoples pour L'Armée des douze singes
- 1997 : Kevin Williamson pour Scream
  - Andy et Larry Wachowski pour Bound
  - Fran Walsh et Peter Jackson pour Fantômes contre fantômes
  - Dean Devlin et Roland Emmerich pour Independence Day
  - Jonathan Gems pour Mars Attacks!
  - Brannon Braga et Ronald D. Moore pour Star Trek : Premier Contact
- 1998 : Mike Werb et Michael Colleary pour Volte-face
  - James V. Hart et Michael Goldenberg pour Contact
  - Jonathan Lemkin et Tony Gilroy pour L'Associé du diable
  - Ed Solomon pour Men in Black
  - Guillermo del Toro et Matthew Robbins pour Mimic
  - Edward Neumeier pour Starship Troopers
- 1999 : Andrew Niccol pour The Truman Show
  - Brandon Boyce pour Un élève doué
  - Don Mancini pour La Fiancée de Chucky
  - Alex Proyas, Lem Dobbs et David S. Goyer pour Dark City
  - Gary Ross pour Pleasantville
  - Joseph Stefano pour Psycho

### Années 2000
- 2000 : Charlie Kaufman pour Dans la peau de John Malkovich
  - Ehren Kruger pour Arlington Road
  - M. Night Shyamalan pour Sixième Sens
  - Stephen Sommers pour La Momie
  - Andy et Larry Wachowski pour Matrix
  - Andrew Kevin Walker pour Sleepy Hollow : La Légende du cavalier sans tête
- 2001 : David Hayter pour X-Men
  - Karey Kirkpatrick pour Chicken Run
  - Toby Emmerich pour Fréquence interdite
  - Billy Bob Thornton et Tom Epperson pour Intuitions
  - David Franzoni, John Logan et William Nicholson pour Gladiator
  - Wang Hui-Ling, James Schamus et Kuo Jung Tsai pour Tigre et Dragon
- 2002 : Steven Spielberg pour A.I. Intelligence artificielle
  - Fran Walsh, Philippa Boyens et Peter Jackson pour Le Seigneur des anneaux : La Communauté de l'anneau
  - Robert L. Baird et Daniel Gerson pour Monstres et Cie
  - Alejandro Amenábar pour Les Autres
  - Stéphane Cabel et Christophe Gans pour Le Pacte des loups
  - Ted Elliott, Terry Rossio, Joe Stillman et Roger S.H. Schulman pour Shrek
- 2003 : Scott Frank et Jon Cohen pour Minority Report
  - Brent Hanley pour Emprise
  - Hillary Seitz pour Insomnia
  - Fran Walsh, Philippa Boyens, Stephen Sinclair et Peter Jackson pour Le Seigneur des anneaux : Les Deux Tours
  - Mark Romanek pour Photo Obsession
  - Hayao Miyazaki (ainsi que Cindy Davis Hewitt et Donald H. Hewitt pour la version anglophone) pour Le Voyage de Chihiro
- 2004 : Fran Walsh, Philippa Boyens et Peter Jackson pour Le Seigneur des anneaux : Le Retour du roi
  - Alex Garland pour 28 jours plus tard
  - Andrew Stanton, Bob Peterson et David Reynolds pour Le Monde de Nemo
  - Heather Hach et Leslie Dixon pour Freaky Friday : Dans la peau de ma mère
  - Quentin Tarantino pour Kill Bill : Volume 1
  - Dan Harris et Michael Dougherty pour X-Men 2
- 2005 : Alvin Sargent pour Spider-Man 2
  - Stuart Beattie pour Collatéral
  - Charlie Kaufman pour Eternal Sunshine of the Spotless Mind
  - Steve Kloves pour Harry Potter et le Prisonnier d'Azkaban
  - Brad Bird pour Les Indestructibles
  - Quentin Tarantino pour Kill Bill : Volume 2
- 2006 : Christopher Nolan et David S. Goyer pour Batman Begins
  - Ann Peacock, Andrew Adamson, Christopher Markus et Stephen McFeely pour Le Monde de Narnia : Le Lion, la Sorcière blanche et l'Armoire magique
  - Steve Kloves pour Harry Potter et la Coupe de feu
  - Peter Jackson, Fran Walsh et Philippa Boyens pour King Kong
  - George Lucas pour Star Wars, épisode III : La Revanche des Sith
  - David Koepp pour La Guerre des mondes
- 2007 : Michael Dougherty et Dan Harris pour Superman Returns
  - Neal Purvis, Robert Wade et Paul Haggis pour Casino Royale
  - Guillermo del Toro pour Le Labyrinthe de Pan
  - Andrew Birkin, Bernd Eichinger et Tom Tykwer pour Le Parfum : Histoire d'un meurtrier
  - Zach Helm pour L'Incroyable Destin de Harold Crick
  - Andy et Larry Wachowski pour V pour Vendetta
- 2008 : Brad Bird pour Ratatouille
  - Michael B. Gordon, Zack Snyder et Kurt Johnstad pour 300
  - Roger Avary et Neil Gaiman pour La Légende de Beowulf
  - Michael Goldenberg pour Harry Potter et l'Ordre du phénix
  - Joel et Ethan Coen pour No Country for Old Men : Non, ce pays n'est pas pour le vieil homme
  - John Logan pour Sweeney Todd : Le Diabolique Barbier de Fleet Street
- 2009 : Christopher Nolan (2) et Jonathan Nolan pour The Dark Knight : Le Chevalier noir
  - J. Michael Straczynski pour L'Échange
  - David Koepp et John Kamps pour La Ville fantôme
  - Mark Fergus, Hawk Ostby, Art Marcum et Matt Holloway pour Iron Man
  - John Ajvide Lindqvist pour Morse
  - Eric Roth pour L'Étrange Histoire de Benjamin Button

### Années 2010
- 2010 : James Cameron (3) pour Avatar
  - Neill Blomkamp et Terri Tatchell pour District 9
  - Quentin Tarantino pour Inglourious Basterds
  - Alex Kurtzman et Roberto Orci pour Star Trek
  - Alex Tse et David Hayter pour Watchmen : Les Gardiens
  - Spike Jonze et Dave Eggers pour Max et les Maximonstres
- 2011 : Christopher Nolan (3) pour Inception
  - Michael Arndt pour Toy Story 3
  - Darren Aronofsky, Mark Heyman et John J. McLaughlin pour Black Swan
  - Peter Morgan pour Au-delà
  - Matt Reeves pour Laisse-moi entrer
  - Alex Garland pour Never Let Me Go
- 2012 : Jeff Nichols pour Take Shelter
  - J. J. Abrams pour Super 8
  - Woody Allen pour Minuit à Paris
  - Mike Cahill et Brit Marling pour Another Earth
  - Rick Jaffa et Amanda Silver pour La Planète des singes : Les Origines
  - John Logan pour Hugo Cabret
- 2013 : Quentin Tarantino pour Django Unchained
  - Tracy Letts pour Killer Joe
  - Martin McDonagh pour Sept psychopathes
  - David Magee pour L'Odyssée de Pi
  - Joss Whedon pour Avengers
  - Joss Whedon et Drew Goddard pour La Cabane dans les bois
- 2014 : Spike Jonze pour Her
  - Fran Walsh, Philippa Boyens, Peter Jackson et Guillermo del Toro pour Le Hobbit : La Désolation de Smaug
  - Joel et Ethan Coen pour Inside Llewyn Davis
  - Alfonso Cuarón et Jonás Cuarón pour Gravity
  - Jennifer Lee pour La Reine des neiges
  - Edgar Wright et Simon Pegg pour Le Dernier Pub avant la fin du monde
- 2015 : Christopher Nolan et Jonathan Nolan - Interstellar
  - Christopher Markus et Stephen McFeely – Captain America: The Winter Soldier
  - Christopher McQuarrie, Jez Butterworth et John-Henry Butterworth – Edge of Tomorrow
  - Wes Anderson – The Grand Budapest Hotel
  - James Gunn et Nicole Perlman – Les Gardiens de la Galaxie
  - Fran Walsh, Philippa Boyens, Peter Jackson et Guillermo del Toro – The Hobbit: The Battle of the Five Armies
  - Damien Chazelle – Whiplash
- 2016 : Lawrence Kasdan, J. J. Abrams et Michael Arndt - Star Wars, épisode VII : Le Réveil de la Force
  - Guillermo del Toro et Matthew Robbins - Crimson Peak
  - Alex Garland - Ex Machina
  - Rick Jaffa, Amanda Silver, Colin Trevorrow et Derek Connolly - Jurassic World
  - Jane Goldman et Matthew Vaughn - Kingsman : Services secrets
  - George Miller, Brendan McCarthy et Nick Lathouris - Mad Max: Fury Road
  - Drew Goddard - Seul sur Mars
- 2017 : Eric Heisserer pour Premier Contact (Arrival)
  - Melissa Mathison pour Le Bon Gros Géant
  - Rhett Reese, Paul Wernick pour Deadpool
  - Jon Spaihts, Scott Derrickson, C. Robert Cargill pour Doctor Strange
  - Taylor Sheridan pour Comancheria
  - Chris Weitz, Tony Gilroy pour Rogue One: A Star Wars Story
- 2018 : Rian Johnson pour Star Wars, épisode VIII : Les Derniers Jedi
  - Ryan Coogler et Joe Robert Cole pour Black Panther
  - Hampton Fancher et Michael Green pour Blade Runner 2049
  - Jordan Peele pour Get Out
  - Scott Frank, James Mangold et Michael Green pour Logan
  - Guillermo del Toro et Vanessa Taylor pour La Forme de l'eau
  - Allan Heinberg, Zack Snyder, Jason Fuchs pour Wonder Woman
- 2019 : Sans un bruit – Bryan Woods, Scott Beck et John Krasinski
  - Avengers: Endgame – Christopher Markus et Stephen McFeely
  - Burning - Oh Jung-mi et Lee Chang-dong
  - Mission impossible : Fallout - Christopher McQuarrie
  - Sale temps à l'hôtel El Royale – Drew Goddard
  - Traîné sur le bitume - S. Craig Zahler
  - Us – Jordan Peele

### Années 2020
- 2021 : Once Upon a Time… in Hollywood – Quentin Tarantino
  - Star Wars, épisode IX : L'Ascension de Skywalker – J. J. Abrams et Chris Terrio
  - Doctor Sleep – Mike Flanagan
  - Mulan - Lauren Hynek, Rick Jaffa, Amanda Silver et Elizabeth Martin
  - Parasite – Bong Joon-ho et Han Jin-won
  - Tenet – Christopher Nolan
  - Joker – Todd Phillips et Scott Silver

- 2022 : Nightmare Alley – Guillermo del Toro et Kim Morgan
  - Black Phone – Scott Derrickson et Scott Derrickson
  - Everything Everywhere All at Once – Daniel Kwan et Daniel Scheinert
  - Spider-Man: No Way Home – Chris McKenna et Erik Sommers –
  - Nope – Jordan Peele
  - The Batman – Matt Reeves et Peter Craig
  - Scream – James Vanderbilt et Guy Busick

- 2024 : Avatar : La Voie de l'eau – James Cameron, Rick Jaffa et Amanda Silver
  - Barbie – Noah Baumbach et Greta Gerwig
  - Le Menu – Seth Reiss et Will Tracy
  - Mission impossible : Dead Reckoning (Mission: Impossible – Dead Reckoning) – Erik Jendresen et Christopher McQuarrie
  - Oppenheimer – Christopher Nolan
  - Pearl – Ti West et Mia Goth

- 2025 : Longlegs – Osgood Perkins
  - Beetlejuice Beetlejuice – Alfred Gough et Miles Millar
  - Deadpool & Wolverine – Ryan Reynolds, Rhett Reese, Paul Wernick, Zeb Wells et Shawn Levy
  - Dune, deuxième partie – Denis Villeneuve et Jon Spaihts
  - Godzilla Minus One – Takashi Yamazaki
  - La Planète des singes : Le Nouveau Royaume – Josh Friedman
  - Strange Darling – JT Mollner